# Jean-Vincent Placé
Jean-Vincent Placé (ur. 12 marca 1968 w Seulu) – francuski polityk ekologiczny, senator, od 2016 do 2017 sekretarz stanu ds. uproszczenia i reformy państwa. 

## Życiorys
Urodził się w Seulu, w Korei Południowej. W 1975 został adoptowany przez francuską rodzinę, następnie wychowywał się w Normandii. Jego ojciec jest adwokatem, matką nauczycielką. Studiował ekonomię i prawo bankowe na uniwersytecie w Caen. 
W 1992 przystąpił do loży masońskiej Wielki Wschód Francji oraz do Lewicowej Partii Radykalnej. Od 1995 do 1999 pełnił funkcję asystenta parlamentarnego radykalnego deputowanego i mera La Rochelle Michel Crépeau. W latach 1995–2001 pełnił także funkcję radnego miasta Caen z ramienia Lewicowej Partii Radykalnej. W 1999, po śmierci Crépeau, przystąpił do partii Zielonych.
W kwietniu 2004 wybrany został radnym stołecznego regionu Île-de-France i objął stanowisko przewodniczącego grupy radnych Zielonych w radzie regionu. Od 2005 reprezentował region Île-de-France w Komitecie Regionów Unii Europejskiej.  
We wrześniu 2011 wybrany został senatorem z departamentu Essonne. Mandat senatora objął 1 października 2011, jednocześnie zrezygnował z zasiadania w radzie regionu Île-de-France. 12 stycznia 2012 został przewodniczącym grupy parlamentarnej Zielonych. 1 października 2014 zgłosił swoją kandydaturę na przewodniczącego Senatu, jednak uzyskał poparcie tylko członków swojej grupy parlamentarnej czyli 10 głosów.  
Od 11 lutego 2016 do 10 maja 2017 zajmował stanowisko sekretarza stanu ds. uproszczenia i reformy państwa w drugim rządzie Manuela Vallsa, a potem w rządzie Bernarda Cazeneuve'a. Po odejściu z rządu objął ponownie mandat senatora jako członek grupy socjalistów. Jego mandat jako senatora wygasł 1 października 2017.

## Życie prywatne
Związany z Cécile Duflot, sekretarz krajową Zielonych, w 2006. Następnie do 2014 związany z Évą Sas, deputowaną Zielonych z departamentu Essonne. Ma z nią córkę Mathilde urodzoną w listopadzie 2013.

## Wybrane publikacje
- Jean-Vincent Placé: Pourquoi pas moi !. Paryż: Plon, 2015, s. 240. ISBN 978-2-259-23011-7.